# Ray Edmondson
Ray Edmondson (...) è un critico cinematografico australiano.

## Biografia
Ray Edmondson fu direttore del National Film and Sound Archive dalla sua nascita nel 1984 fino 2001 e, ancor prima di questo impiego, fu responsabile del Film Archive within the National Library dal 1968 al 1984. Attualmente dirige la propria compagnia, Archive Associates, affiliata della FIAF e della SEAPAVAA. 
Scrittore e insegnante, la sua ultima monografia, Audiovisual Archiving: Philosophy and Principles è stata pubblicata dall'UNESCO. Ha conseguito numerosi comitati in Australia e all'estero. Ha ricevuto il Silver Light Award 2003 alla carriera da parte del Moving Image Archivists (AMIA).